# Нивський могильник
Ни́вський могильник — археологічна пам'ятка на території Воткінського району Удмуртії, Росія.

## Розташування
Могильник знаходиться на межі лісового масиву та сільськогосподарських угідь за 1 км на південь від присілка Нива, обабіч ґрунтової дороги до колишнього присілка Патраково. В цьому місці лісовий масив клинцем поглиблюється у поле, при цьому клин майже не вкритий деревами. Ця місцевість у селян називається Селище.

## Історія дослідження
1956 року місцевий житель села Перевозне Варламов Іван Степанович повідомив Удмуртську археологічну експедицію, що проводила в регіоні свої археологічні дослідження, про те, що при ритті траншеї по-під дорогою він знайшов стародавні речі. При огляді місця знахідки археологи знайшли різні артефакти у траншеї, а також у трьох великих круглих силосних ямах, що знаходяться на клині.
При огляді стінок траншеї було відкрито 4 могильні ями, у яких на глибині 50-70 см знаходились зруйновані кістяки, які лежали на спині головою на північний схід. Дослідити ями не вдалось, однак місцеві жителі, які працювали на ритті траншеї, передали археологам відкопані речі.

## Артефакти
Археологами було зібрано 12 артефактів:
- Уламки залізного клинка кинджалу чи меча з двостороннім лезом шириною 5 см та товщиною 5-8 мм. Великий1 фрагмент довжиною 20 см та декілька дрібних по 5-6 см. Метал дуже закислений;
- Залізна сокира з округлим розширеним обухом та розширеним напівкруглим злегка відтягнутим назад лезом. Довжина сокири 16 см;
- Два уламки витої гривні з мідного дроту діаметром 1,5-2 мм;
- Уламок гривні з товстого мідного дроту, обвитого мідною стрічкою пласко-випуклого перерізу;
- Скронева підвіска з мідного дроту, обвита мідною стрічкою пласко-випуклого перерізу. На кільці шматок запеклого заліза. Підвіска вигнута, частина кільця та стержня поламані;
- Уламок від зовнішнього краю метеликоподібної фабули. Пластинка з тонкої міді прикрашена по краям дрібними напівгорошинами, які обмежують дві паралельно випуклі смужки. Під мідною пластинкою — маса, яка сильно просочена окисом заліза;
- Дві спарені мідні пронизки з гофрировкою. На кінці однієї — шматок окису заліза;
- Три вісімкоподібні підвіски з тонкого мідного дроту. У однієї кінці спаяні так, що утворюють два кільця. Можливо, що це уламки одного ланцюжка. В ланках двох кілець — шматки заліза, що спеклись.
- Трикутні штамповані накладки з тонкої мідної пластинки, кутки у вигляді напівгорошини з отворами для пришивання;
- Поясна накладка з тонкої мідної пластинки. Зверху отвори для шпенька, за допомогою якого накладка приклепувалась до поясу, знизу — петля для підвішування персня;
- Мідний перстень зі смужки прямокутного перерізу. Можливо, що перстень зроблений для описаної вище накладки;
- Сім перснів з мідних смужок трикутного перерізу.